# Le Tiercent
Le Tiercent (en bretó An Tergant) és un municipi francès, situat a la regió de Bretanya, al departament d'Ille i Vilaine. L'any 2006 tenia 171 habitants. Limita amb els municipis de Chauvigné, Saint-Marc-le-Blanc, Baillé, Saint-Hilaire-des-Landes, Saint-Ouen-des-Alleux i Saint-Christophe-de-Valains.

## Demografia
| 1962                                       | 1968 | 1975 | 1982 | 1990 | 1999 |
| ------------------------------------------ | ---- | ---- | ---- | ---- | ---- |
| 252                                        | 229  | 220  | 218  | 184  | 162  |
| Des de 1962: població sense dobles comptes |      |      |      |      |      |

## Administració
| Període   | Identitat        | Partit |
| --------- | ---------------- | ------ |
| 2001-2008 | Jean Huard       |        |
| 2008-2009 | Louis Roinel     |        |
| 2009-     | Christian Hubert |        |